# Oljasi
Oljasi su naselje u Republici Hrvatskoj u Požeško-slavonskoj županiji, u sastavu općine Velika.

## Zemljopis
Oljasi su smješteni oko 13 km jugozapadno od Velike,  susjedna naselja su Lučinci i Bratuljevci na zapadu, Toranj na istoku i Milanovac na jugu

## Stanovništvo
Prema popisu stanovništva iz 2001. godine Oljasi su imali 59 stanovnika, dok su prema popisu stanovništva iz 1991. godine imali 104 stanovnika.
| broj stanovnika | 135   | 131   | 144   | 178   | 210   | 240   | 246   | 246   | 189   | 191   | 195   | 150   | 132   | 104   | 59    | 63    | 47    |
|                 | 1857. | 1869. | 1880. | 1890. | 1900. | 1910. | 1921. | 1931. | 1948. | 1953. | 1961. | 1971. | 1981. | 1991. | 2001. | 2011. | 2021. |